# Avenida Nueva Providencia
La avenida Nueva Providencia  es una importante arteria vial de la comuna de Providencia, en Santiago capital de Chile. Corre en sentido poniente-oriente semiparalela a avenida Providencia y fue creada para separar los flujos de subida y bajada de esta calle que estaba sobrecongestionada.

## Características y trazado
Nace al poniente, en la intersección con la avenida Miguel Claro hasta Antonio Varas, donde se une a la avenida Providencia conservando su nombre en la mitad sur de la calle (es decir, la calzada con tránsito hacia el oriente más la acera sur, tramo en el que se ubica la iglesia de la Divina Providencia) para volver a separarse a la altura de Carlos Antúnez hasta Los Leones; también tiene el nombre de Nueva Providencia el tramo que corre desde la intersección norte de las avenidas Apoquindo con Tobalaba en dirección noroeste hasta la avenida Vitacura a la altura de Avenida Holanda; el tráfico en este sector es de oriente a poniente.
La calle, inaugurada a fines de septiembre de 1980, fue bautizada como avenida 11 de Septiembre para conmemorar el golpe de Estado del 11 de septiembre de 1973 —que, encabezado por el general Augusto Pinochet, terminó con el gobierno del presidente socialista Salvador Allende Gossens e implantó la dictadura militar, que se extendió por 17 años, aunque en el proyecto original de Germán Bannen Lay, figuraba como avenida Nueva Providencia, nombre que obtuvo finalmente en julio de 2013, cuando el Concejo Municipal aprobó la moción correspondiente.
"El trazado de la avenida [...] fue concebido como polo para oficinas y servicios" lo que explica que no sea una calle residencial, aunque cuenta con algunos edificios de vivienda; según datos de la Municipalidad, en la avenida había en 2013 "3280 patentes comerciales, 225 profesionales y 40 de alcoholes".
Entre las principales edificaciones que se pueden ver a lo largo de la avenida, figuran la catedral castrense de Chile consagrada a Nuestra Señora del Carmen, ubicada en la esquina con avenida Los Leones, la iglesia ortodoxa con su plazuela en honor al patriarca de Antioquía Elías IV (esquina con Pedro de Valdivia y la iglesia de la Divina Providencia (donde se une con Providencia); en el n.º 1995 (esquina surponiente de Pedro de Valdivia) se encuentra el palacio Schacht, sede de la Fundación Cultural de la comuna, y ante él, la plazoleta Cardenal Samoré, en la que hay un busto de este obispo, obra Joaquín Mirauda, cerca del acceso al metro Pedro de Valdivia (de este escultor eran también los bustos de los compositores que adornaban la terraza de la fachada principal del palacio y que a fines de 2017 fueron retirados en el marco de la remodelación para devolver la apariencia original a este inmueble; también sacaron las esculturas de escritores que había en la plazoleta). La avenida tiene numerosas tiendas y centros comerciales (por ejemplo, el Plaza Lyon, en el n.º 2221, en los que hay una tienda París, comercios de todo tipo y un acceso al metro Los Leones).

## Historia

### Construcción
Durante la segunda mitad del siglo XX, con el auge del automóvil y la expansión horizontal de Santiago, la avenida Providencia, debido a la gran cantidad de comercio que albergaba y al ser la continuación natural de la Alameda, se hizo estrecha, por lo que surgió la idea de crear un brazo alternativo con el fin de separar los flujos de tránsito, para lo cual hubo que expropiar a más de 100 vecinos de la comuna.
El creador del proyecto fue el arquitecto de la Universidad Católica de Valparaíso, Germán Bannen, que lo trazó en 1974 y después fue realizado por orden del dictadura militar con el objetivo de convertir a Providencia en un nuevo centro urbano de la ciudad. Los impulsores del nuevo trazado encontraron dificultades tanto para realizar las expropiaciones necesarias como para conseguir que el metro corriera por el sector de las avenidas Providencia aunque según el Ministerio de Obras Públicas (MOP) debía hacerlo por Andrés Bello, es decir, por la costanera del río Mapocho. 
Además de expropiarse el 33% del emblemático Liceo José Victorino Lastarria en la intersección de las avenidas Providencia y Miguel Claro, hubo que convencer a los numerosos vecinos expropiados, entre los que "había exalcaldes, abogados muy importantes y una señora que era viuda de un general que era compañero de Pinochet", según relató en 2013 Bannen (en 2003 el urbanista recibió el Premio Nacional de Arquitectura). "Cuando llegué a hablar con ella me dijo: 'A mí me sacan con los pies por delante, horizontales'". Pero lo más complejo fue doblarle la mano al MOP: "Esa pelea fue fenomenal, porque era un ministerio contra la municipalidad. David contra Goliat. Pero estuvo la voluntad política del alcalde Alcaíno, que entendió el problema y se la jugó. Cómo sería la alharaca que armamos que Pinochet pidió que se creara una comisión que le informara sobre este problema. Logramos tener el apoyo del Colegio de Arquitectos, y al final ganamos". Eso tuvo un costo: renunciar al nombre original y proponer a cambio el de «11 de septiembre», cosa que Bannen calificó de  "arreglo político". "Como el contendor que teníamos era demasiado fuerte, nosotros debíamos ganarnos la buena voluntad de las autoridades y de la Junta Militar. Entonces el alcalde ofreció este regalo. Pero el nombre ideado era otro, Nueva Providencia", aseguró el arquitecto.

### 11 de Septiembre
El nombre 11 de Septiembre fue oficializado en 1980, al inaugurarse la avenida, que así pasaba a ser un homenaje al golpe de Estado de 1973.

CONSIDERANDO: Que la gesta del día 11 de septiembre de 1973, que libró al país de la opresión marxista, debe ser recordada por las generaciones presentes y futuras, en una obra de gran importancia urbanística,

DECRETO:

I.- Denomínase "Avenida 11 de Septiembre" a la nueva vía pública que corre semiparalela a la actual Avenida Providencia, formando un sistema vial con esta última.-

II.- Tal denominación comprende por ahora los dos lóbulos que configuran la nueva vía; el primero, desde Avda. Miguel Claro hasta Avda. Manuel Montt; el segundo, desde calle Carlos Antúnez hasta Avda. Los Leones.-

Anótese, comuníquese y archívese.-

Alfredo Alcaíno Barros

Alcalde
Decreto N.º 500, I. Municipalidad de Providencia, 29 de septiembre de 1980 

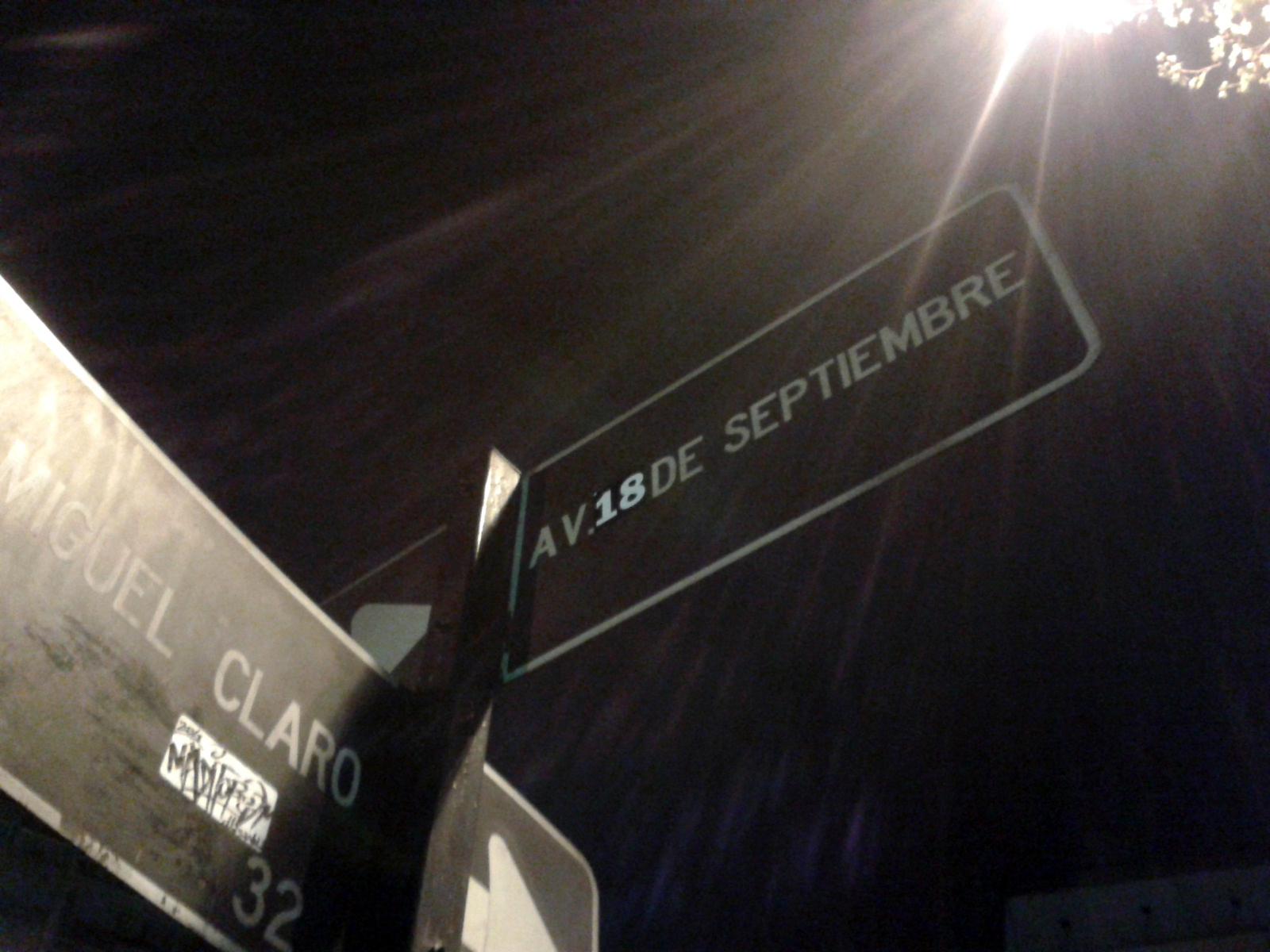
Letrero de la avenida 11 de Septiembre en la intersección con Miguel Claro, intervenido en protesta por el significado de la fecha; el 18 de septiembre se conmemora la Primera Junta de Gobierno de Chile de 1810.

Con el retorno a la democracia, se propuso el cambio de nombre de la avenida, por considerarlo ofensivo a la memoria histórica de las víctimas de la dictadura. Hubo diferentes propuestas, entre ellas el retorno al nombre originalmente ideado o ponerle Cinco de Octubre en recuerdo del día en que se celebró el plebiscito de 1988 que puso fin a la dictadura. La iniciativa, sin embargo, no prosperó pues el entonces alcalde de la comuna, Cristián Labbé, defensor del régimen militar, se opuso al cambio de nombre. Diversos partidos de derecha e historiadores también se manifestaron en contra.

### Cambio de nombre
Con el triunfo de Josefa Errázuriz, apoyada por la centroizquierda, en la elección municipal de 2012, se abrió la posibilidad del cambio de nombre, una de las promesas que había hecho durante la campaña electoral.
En junio del año siguiente el Consejo Comunal de Organizaciones de la Sociedad Civil de Providencia recibió la propuesta de cambiar el nombre de la avenida 11 de Septiembre, en el marco del programa Providencia Recuerda y que fue presentada por la alcaldesa Errázuriz.

La iniciativa tiene como fin “reparar la deuda que existe con las generaciones anteriores que soñaron y construyeron nuestra comuna”
Alcaldesa Josefa Errázuriz.

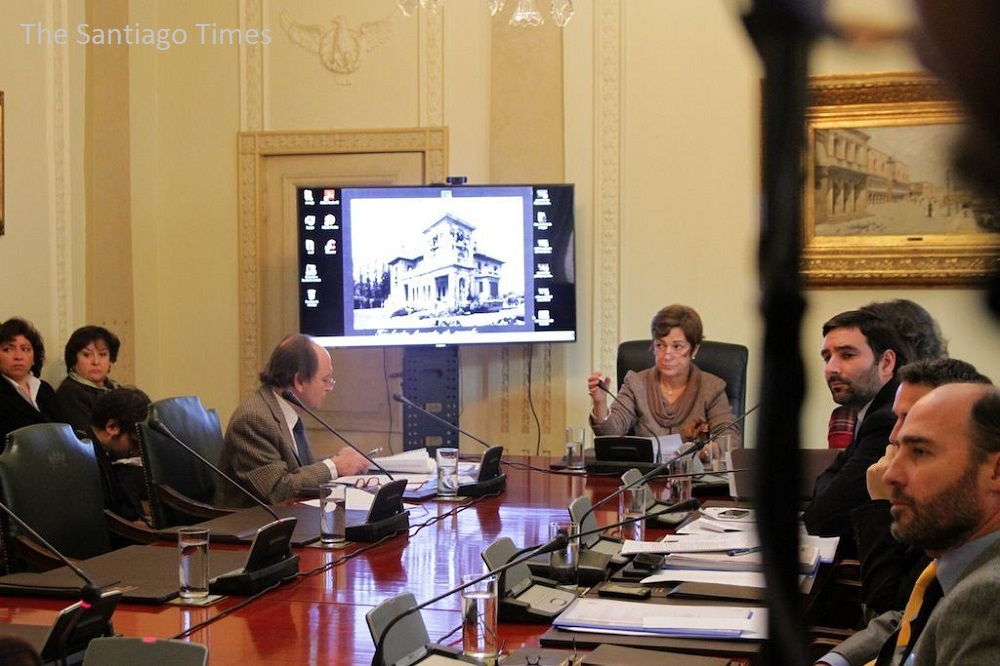
Concejo municipal del 2 de julio, donde se aprobó el cambio de nombre.

El proyecto se votó el 25 de junio de 2013 ante el Concejo Municipal de la comuna. En los días previos a su aprobación, se desató un fuerte debate tanto en círculos políticos y en redes sociales: mientras unos aplaudieron la propuesta que eliminaba una referencia “que divide a los chilenos”, otros se opusieron con diversos argumentos. Los tres concejales de la Concertación y el del Partido Progresista —Rodrigo García Márquez, Nicolás Muñoz, Jaime Parada y David Silva— apoyaron la medida, aunque con algunos reparos por el impacto que tendría; el PPD García Márquez propuso el nombre de 18 de Septiembre para evitar confusiones con la avenida Providencia y al mismo tiempo utilizar una fecha en torno a la que los chilenos están unidos.
Los cuatro concejales de derecha —Pilar Cruz, Pedro Lizana, Manuel Monckeberg e Iván Noguera — se manifestaron en contra. Aunque el UDI Noguera, exyerno de Pinochet, llegó a decir que la calle conmemoraba la fecha “en que se liberó a Chile del caos”, otros representantes de la derecha fueron más moderados, justificando su oposición por el impacto económico que semejante cambio a más de 3000 roles comerciales que se ubican en la avenida tendría y argumentando que se trataba de una medida inútil o que se necesitaba un plebiscito para aprobar el cambio.

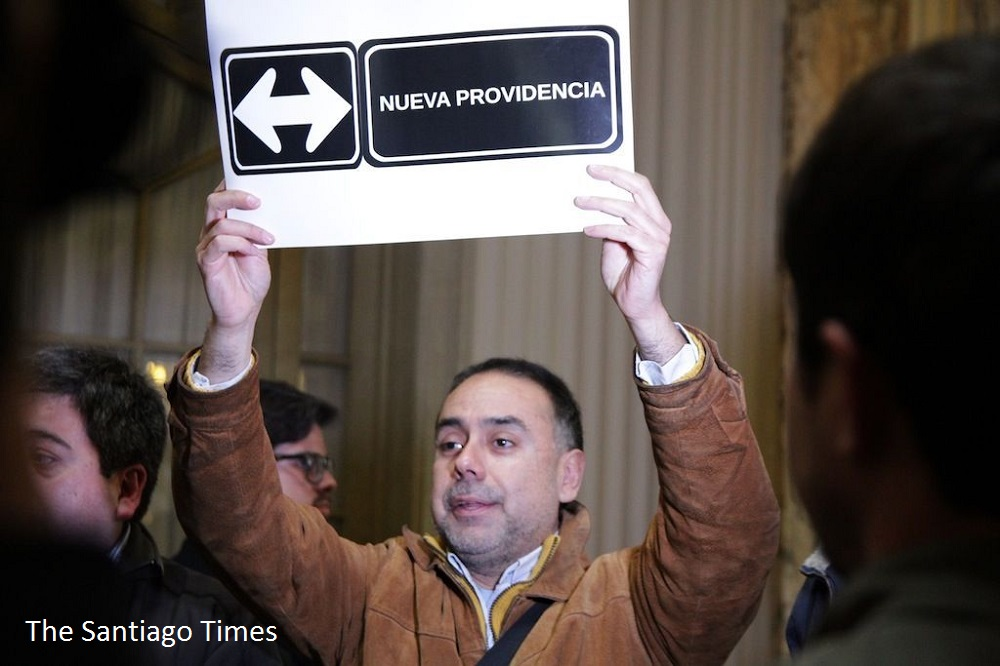
Manifestante apoyando el cambio de nombre.

Como ante un empate de los concejales, el voto de la alcaldesa definiría la situación, los cuatro representantes de derecha optaron por no asistir a la sesión, con lo que evitaron que hubiera cuórum y ésta debió ser suspendida. Pero a la sesión del 2 de julio asistió el RN Monckeberg y los cuatro de centroizquierda, con lo que se logró aprobar el cambio de nombre por 4-1 en concejales, más el apoyo de la alcaldesa, y la avenida volvió a llamarse Nueva Providencia. La señalética con el nuevo nombre fue instalada ese mes, durante la noche del 14.